# Sui Lu
Sui Lu (眭祿S, Suī LùP; Zhuzhou, 1º aprile 1992) è un'ex ginnasta cinese, campionessa mondiale alla trave nel 2011 e vice campionessa sul medesimo attrezzo alle Olimpiadi di Londra 2012.

## Biografia
Nel 2011 ai mondiali di Tokyo Sui Lu ha vinto l'oro alla trave e l'argento al corpo libero. Alle Olimpiadi di Londra nel 2012 ha vinto l'argento alla trave dietro la sua compagna di squadra Deng Linlin che ha vinto l'oro.